# Moustapha Barro
Serigne M M Sy Dit Diamil Barro (nacido el 17 de noviembre de 1995 en Pikine, Senegal), conocido simplemente como Mus Barro, es un jugador de baloncesto senegalés. Con 2 metros y 8 centímetros de estatura, juega en la posición de pívot en las filas de Panteras de Aguascalientes de la LNBP.

## Trayectoria
Formado en España en el Club Bàsquet Cellera, al que llegó durante la temporada 2014-15 con 19 años. En la siguiente temporada jugaría en Granollers y en la temporada 2016-17 defendió los colores del Isover Basket Azuqueca de Liga EBA.
Durante la temporada 2017-18 forma parte de la plantilla del Club Baloncesto Ciudad de Ponferrada de Liga EBA. En el Bierzo promedió más de 14 puntos y cerca de 10 rebotes por partido en una media de 26,5 minutos por partido.
En la temporada 2018-19 firma por el JAFEP Globalcaja La Roda de Liga LEB Plata, logrando medias de 8,8 puntos y 6,9 rebotes. 
En la temporada 2019-20 continúa en la Liga LEB Plata y firma por el EnerDrink UDEA Algeciras, donde promedió más de 10 puntos y 7,6 rebotes por partido. 
El 11 de agosto de 2020 firma por el conjunto burgalés UBU Tizona para jugar en Liga LEB Oro durante la temporada 2020-21, donde promedió 11,5 puntos y 7,6 rebotes en 25 partidos. Su rendimiento fue especialmente destacable en la segunda fase de la competición, cuando acreditó 12.6 puntos, 8.7 rebotes y 18.4 créditos de valoración, siendo el jugador más valorado de toda la competición en dicha segunda fase. 
El 10 de agosto de 2021 firma por el FC Porto, iniciando la temporada 2021/22  en la Liga Portuguesa de Basquetebol. Disputó 10 partidos de liga y 6 de Europe Cup, en los que combinó medias de 7,3 puntos y 5,5 rebotes. 
El 7 de enero de 2022 abandona la disciplina del club portugués para firmar por el Palencia Baloncesto de la Liga LEB Oro española. Participó en 20 partidos, incluyendo tres de Playoffs y uno de Final a Cuatro, y obtuvo unos promedios de 8,6 puntos y 7 rebotes. 
En junio de 2022 firma para jugar la Superliga de verano en los Gaiteros del Zulia de Venezuela.
El 26 de julio de 2023, firma por el Club Baloncesto Lucentum Alicante de la Liga LEB Oro.
El 30 de junio de 2024, firma por el Estudiantes de la Liga LEB Oro.
El 2 de julio de 2025 es anunciado como refuerzo de Panteras de Aguascalientes de la Liga Nacional de Baloncesto Profesional de México.